# 로저스 계획
로저스 계획(영어: Rogers Plan, 딥 스트라이크(Deep Strike)로도 알려짐)은 제3차 중동 전쟁과 계속되는 소모전 (중동) 이후 아랍-이스라엘 분쟁에서 교전 상태를 종식시키기 위해 미국의 국무장관 윌리엄 P. 로저스가 제안한 계획이다.

## 역사
로저스 계획은 1969년 12월 9일 성인 교육 콘퍼런스 연설에서 공개적으로 제안되었다.
1969년 12월 연설은 제3차 중동 전쟁의 주요 당사자들 간에 유엔 안전 보장 이사회 결의 제242호 이행 계획을 협상하려던 야링 임무가 실패한 후에 이루어졌다.
로저스의 10개 항목 문서에 포함된 일부 요점은 다음을 요구했다.
- 1949년 로도스 회의에서 사용된 절차에 따라 군나르 야링의 후원 하에 협상 진행;
- 전쟁에서 점령된 이집트 영토에서 이스라엘군의 철수;
- 이스라엘과 이집트 간의 평화 유지를 위한 구속력 있는 약속;
- 비무장화될 지역, 아카바만 자유 통항 보장 조치, 가자 보안 협정을 위한 이스라엘과 이집트 간의 협상;[4]

야링 임무와 중재된 평화 회담의 실패는 이스라엘과 이집트 간의 오랜 교착 상태를 반영했다. 이스라엘은 이집트와의 직접 평화 회담을 통해 얻은 주권에 대한 공식적인 인정을 요구한 반면, 이집트는 제3자 유엔이 후원하는 평화에만 동의할 것이었다(이는 이집트가 이스라엘 인정을 강력히 반대하는 아랍 국가들로부터 정치적 비난을 피할 수 있게 할 것이었다). 이 평화 외에도 이스라엘은 모든 토지를 이집트에 반환할 것이었다. 양측은 갈등하는 이해관계를 군사적 위협을 통해서만 해결될 수 있는 교착 상태로 보았다. 미국 정부의 시각은 무기 약속을 사용하여 이스라엘의 토지 양보를 얻으려 한 반면, 이스라엘은 포기하기를 거부하는 토지를 확보하기 위해 무기를 원했다.
로저스 계획으로 이어진 협상은 이스라엘과 이집트 간의 적대감뿐만 아니라 협상에 접근하는 데 있어 소련과 미국이 채택한 서로 다른 철학으로 인해 복잡했다. 평화 회담 동안 소련의 전략은 "이집트인들을 모든 단계에서 함께 데려가는 것"이었다. 미국의 전략은 완전히 달랐다. "미국의 각 움직임에 대해 이스라엘인들을 설득하여 지지하게 하려는 의도는 전혀 없었다. 이스라엘의 동의를 얻기 위해 미국은 먼저 이집트와 소련의 동의를 얻어야 한다고 계산했다."
이스라엘은 1969년 12월 10일 이 계획을 "이스라엘을 희생시켜 [아랍인들을] 달래려는 시도"라고 부르며 거부했다. 소련은 이를 "일방적"이며 "친이스라엘적"이라고 일축했다. 가말 압델 나세르 대통령은 이집트가 시나이반도 전체를 회복하더라도 이스라엘과의 별도 거래였기 때문에 이를 거부했다.

## 제3차 중동 전쟁(1967년)과 소모전 (1967년-1970년)
제3차 중동 전쟁을 종결시킨 휴전 이후 유엔의 개입을 끌어내려던 시도가 실패하자, 이집트인들은 이스라엘군과의 새로운 포격전을 시작했다. 로저스 국무장관이 평화 계획을 추진하는 동안, 이집트의 가말 압델 나세르 대통령은 세 개의 소련군 여단의 지원을 받아 수에즈 운하의 이스라엘군에 대해 소모전 (중동)을 급속히 확대하여 이스라엘군에 최대의 사상자를 입히려고 했다.

## 여파: 역사적 함의
1970년 6월, 로저스는 때때로 제2차 로저스 계획이라고 불리는 휴전 계획을 시작했다. 이집트는 휴전 계획을 수용했다. 이스라엘도 결국 이를 수용했고, 이는 1970년 8월 가할 당이 골다 메이어의 제15차 이스라엘 정부를 떠나는 결과를 낳았다. 이 수용은 1970년 8월 7일 "현 위치" 휴전으로 이어졌다.
휴전 협정에 따르면, 양측은 "휴전선 동서 50km 이내의 군사적 현상 유지를 변경하지 않아야" 했다. 휴전 협정에서 금지되었음에도 불구하고, 이집트는 즉시 대공포대를 그 지역으로 옮겼다. 10월까지 그 지역에는 약 100개의 SAM 기지가 있었고, 로저스는 이들을 제거하기 위한 외교적 노력을 기울이지 않았다. 따라서 이스라엘 내에서 그의 신뢰는 거의 없었고, 결국 1973년 욤키푸르 전쟁이 발생했다.
이스라엘의 군사적 독단은 미국과의 정치적 좌절을 가져왔지만, 나세르는 전쟁으로 인해 성장한 미사일 방어 시스템을 강화할 수 있는 유예 기간을 얻었다. 나세르는 또한 협상을 미국과의 소통 창구로 활용하여 소련에 대한 의존도 증가에 대응했다. PLO는 이 합의에 충격을 받고 분노했으며, 이는 하바시와 하와트마가 후세인 국왕을 전복하려 시도하는 계기가 되었다. 이 행동들은 1970년 9월 16일 요르단에서 발발한 내전인 검은 9월로 이어졌다.
1971년 6월, 로저스는 수에즈 운하를 가로지르는 잠정 협정 계획을 시작했는데, 이는 때때로 "제3차 로저스 계획"이라고 불린다.

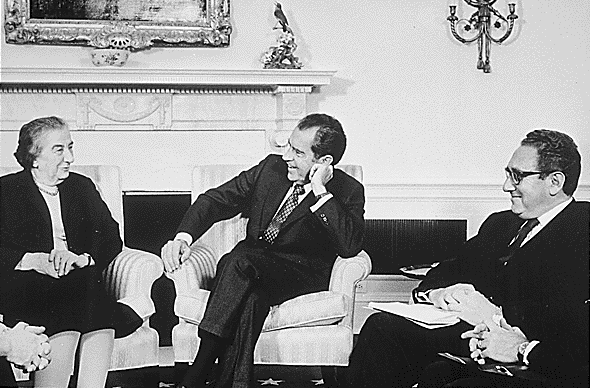
미국 대통령 리처드 닉슨과 이스라엘 총리 골다 메이어가 1973년 3월 1일 백악관 집무실에서 만나는 모습. 닉슨의 국가안보보좌관 헨리 키신저는 닉슨의 오른쪽에 있다.

새로운 돌파구는 없었다. 심지어 사다트가 깜짝 움직임으로 소련 고문들을 이집트에서 추방하고 다시 워싱턴에 협상 의지를 알렸음에도 그러했다. 그러나 1973년 2월 28일, 워싱턴 D.C. 방문 중 메이어는 "안보 대 주권"에 기반한 헨리 키신저의 평화 제안에 동의했다. 이스라엘은 시나이반도 전체에 대한 이집트의 주권을 인정하고, 이집트는 시나이의 일부 전략적 위치에 대한 이스라엘의 존재를 인정하는 것이었다.
사다트는 1971년 4월 알리 사브리의 친소련 그룹을 축출하고 로저스 계획을 지지함으로써 이러한 경향을 계속했다. 그러나 미국 국무부의 초점은 지역 분쟁이 아닌 소련과의 경쟁이었기 때문에 미국이 이러한 관계를 동일하게 보았을 가능성은 낮다. 이 결의안은 또한 키신저와 로저스 간의 분열을 악화시켰고, 중동 국가들은 미국 외교 정책의 목표가 다르다는 것을 알게 되었다. 키신저는 소련이나 소련에 우호적인 아랍 국가들을 참여시키기를 원하지 않았고, 그들이 미국으로 돌아서고 소련을 거부하기를 바랐다.
이스라엘은 이를 모든 평화 회담을 막으려는 희망으로 사용했으며, 이는 이스라엘의 군사력 때문에 아랍 국가들로부터 더 큰 영토 양보를 얻을 수 있었다. 나세르는 이스라엘과의 직접 협상으로 나아가는 어떤 움직임도 막았다. 수십 차례의 연설과 성명에서 나세르는 이스라엘과의 어떤 직접적인 평화 회담도 항복과 같다는 방정식을 제시했다.
2025년 4월, 1970년 8월 3일의 새로 공개된 음성 녹음은 이집트가 로저스 계획을 수용하는 데 더 많은 빛을 비춰주었다. 무아마르 알 카다피 리비아 지도자와의 비공개 대화에서 가말 압델 나세르 대통령은 이집트의 우선순위에 대한 실용적인 시각을 표현하며, "우리는 팔레스타인 문제에 관심이 없다. 우리는 오직 시나이에 대해서만 이야기할 것이다. [이스라엘인들이] 시나이를 떠나면, 합의가 있을 것이다"라고 말했다. 그는 또한 카다피에게 이렇게 말했다: "군대를 동원하여 바그다드로 가서 이스라엘과 싸우는 것은 환영한다. 우리는 이 작전에서 멀리 떨어져 있을 것이고, 우리를 내버려 두어라 – 우리는 비폭력적이고 패배주의적인 해결책을 선택할 것이다. 나는 그것으로 만족할 수 있다." 나세르는 또한 다른 아랍 지도자들이 팔레스타인 해방에 대한 "공허한 슬로건"에 참여하는 것을 비판하고, 그러한 수사가 1948년 아랍-이스라엘 전쟁 이후에 발생했던 것과 같이 추가적인 영토 손실을 초래할 수 있다고 경고했다.

## 더 읽어보기
- Astorino-Courtois, Allison (1998). 《Clarifying Decisions: Assessing the Impact of Decision Structures on Foreign Policy Choices During the 1970 Jordanian Civil War》. 《International Studies Quarterly》 42. 733–753쪽. doi:10.1111/0020-8833.00104.
- Slater, Jerome (1991). 《The Superpowers and an Arab–Israeli Political Settlement: The Cold War Years》. 《Political Science Quarterly》 105. 557–577쪽. doi:10.2307/2150935. JSTOR 2150935.
- Smith, Charles D. Palestine and the Arab-Israeli Conflict: A History with Documents. Boston: Bedford/St. Martin's, 2006.
- Galvani, John; Johnson, Peter; Theberge, Rene (1973). 《The October War: Egypt, Syria, Israel》. 《MERIP Reports》 3. 3–21쪽. JSTOR 3012270.
- 콘, 데이비드 A. "1969년 미소 협상과 로저스 계획" 미들 이스트 저널; 1990년 겨울; 44, 1; 리서치 라이브러리 p. 37
- 이스라엘 크네세트 기록.
- 로저스 초기 계획 전문
- 다양한 다른 로저스 계획들